# 張曜
張曜（1832年—1891年），字亮臣，號朗齋，順天府大興人，清朝官員。左宗棠平定同治陝甘回變和收復新疆的高級將領，張曜期間統率河南的豫軍參戰，並在哈密屯墾。

## 生平
祖籍浙江上虞，早年從軍，因退捻军有功，授河南省固始知县。張曜起初是文盲，被御史刘毓楠以“目不识丁”弹劾，改授总兵，其妻蒯氏，是固始知縣蒯贺荪女兒，張曜拜师于妻。其後奉旨統率河南的豫軍協助左宗棠平定同治陝甘回變和收復新疆，並在哈密屯墾。
光绪十一年五月初九（1885年6月21日），由广东陆路提督调任廣西巡撫。光绪十二年五月初一（1886年6月2日），调任山东巡抚。抚职由布政使李秉衡护理。光绪十七年（1891年）“疽发于背”，不治身亡。刘鹗在《老残游记》中写庄宫保即是張曜。

## 延伸閱讀
[在维基数据编辑]
 《清史稿·卷455》
 《清史稿/卷454》，出自趙爾巽《清史稿》